# Macheiramphus
Macheiramphus is een monotypisch geslacht van vogels uit de familie van de havikachtigen (Accipitridae). De wetenschappelijke naam van het geslacht is voor het eerst geldig gepubliceerd in 1850 door Charles Lucien Bonaparte. De enige soort:
- Macheiramphus alcinus – Vleermuiswouw